# Nystalus
Nystalus es un género de aves galbuliformes perteneciente a la familia Bucconidae que agrupa a especies nativas del Neotrópico que se distribuyen desde Panamá a través de América del Sur hasta el norte de Argentina. A sus miembros se les conoce por el nombre popular de bucos. Existen considerables divergencias entre las clasificaciones sobre el rango de las especies de este género, que serán comentadas abajo.

## Lista de especies
Con las debidas diferencias apuntadas abajo y según las clasificaciones del Congreso Ornitológico Internacional (IOC) (Versión 7.1, 2017) y Clements Checklist v.2016, el presente género agrupa a las siguientes especies: 
- Nystalus chacuru (Vieillot), 1816 - buco chacurú;
- Nystalus maculatus (Gmelin), 1788 - buco durmilí (de la caatinga);[5]
  - Nystalus (maculatus) striatipectus (Sclater,PL), 1854 - buco durmilí (del chaco);[5]
- Nystalus radiatus (Sclater,PL), 1854 - buco barrado;
- Nystalus obamai Whitney, Piacentini, Schunck, Aleixo, Souza, BRS, Silveira, LF & Rêgo, 2013 - buco estriado (occidental).[6]
- Nystalus striolatus (Pelzeln), 1856 - buco estriado (de Rondonia);[6]
  - Nystalus (striolatus) torridus Bond & Meyer de Schauensee, 1940 - buco estriado (oriental);[6]

## Taxonomía
- El Congreso Ornitológico Internacional (IOC) (versión 7.1, 2017)[5] reconoce a striatipectus como especie plena con base en el concepto filogenético de especie, siguiendo a Silva (1990); lo que no es así reconocido por el South American Classification Committee (SACC) y es listada como la subespecie Nystalus maculatus striatipectus por Clements Checklists v.2016.[3]
- Con base en una revisión taxonómica multi-característica del complejo Nystalus striolatus conducida por Whitney et al. (2013)[7] se descubrió una nueva población fenotípica y genéticamente distinta en el centro sur de la Amazonia (a la cual se le aplica actualmente el nombre striolatus), proponiendo el nombre N. obamai a la población más occidental. El estudio también soportó la elevación al rango de especie a la población más oriental fenotípica y genéticamente distinta (torridus). Sin embargo, el SACC, a pesar de concordar con la situación de obamai, no estuvo de acuerdo con torridus, por lo que la propuesta N.º 617 al South American Classification Committee (SACC)[8] fue rechazada, pendiente de reapresentación con más datos. Fue reapresentada la Propuesta N.º 679 proponiendo el reconocimiento apenas de obamai, lo que fue aprobado.[9] Tanto el IOC como Clements reconocen a obamai como especie y a torridus como la subespecie Nystalus striolatus torridus.[5][3] El Comité Brasileño de Registros Ornitológicos (CBRO) reconoce ambas, obamai y torridus como especies.[6]